# Rivière Macho
Pour les articles homonymes, voir Macho.
La rivière Macho est un affluent de la rivière Mégiscane, coulant au Québec, au Canada, dans les territoires de :
- Eeyou Istchee Baie-James, dans la région administrative du Nord-du-Québec ;
- Senneterre (ville), dans la municipalité régionale de comté (MRC) de La Vallée-de-l'Or, dans la région administrative de l’Abitibi-Témiscamingue, où le cours de la rivière traverse successivement les cantons de Souart, Masères, Closse, Maricourt et Berthelot.

La rivière Macho coule entièrement en territoire forestier au nord-est de la limite réserve faunique La Vérendrye et du côté ouest du réservoir Gouin. 

## Géographie

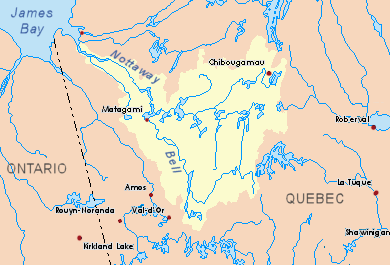
Bassin versant de la rivière Nottaway.

La rivière Macho prend sa source à la limite sud de la région administrative de Eeyou Istchee Baie-James dans un vaste secteur de marais. Son cours débute dans un la non identifié (altitude :390 m) qui partage ses eaux avec la rivière au Panache laquelle coule vers le sud-ouest, pour aller se déverser sur la rive nord de la rivière Wetetnagami.
Cette source de la rivière est située près de la route 105B qui remonte vers le nord-est la vallée de la rivière au Panache au nord de l'embouchure de la rivière Macho avec le lac Berthelot ;
Les principaux bassins versants voisins de la rivière Macho sont :
- côté nord : rivière au Panache, rivière Fortier ;
- côté est : lac Barry, rivière Saint-Cyr, lac Saint-Cyr, lac Mégiscane, rivière Mégiscane ;
- côté sud : rivière Mégiscane, lac Berthelot ;
- côté ouest : rivière Wetetnagami, rivière Saint-Père, lac Wetetnagami, rivière Achepabanca, rivière Achepabanca Nord-Est.

À partir de sa source, la rivière Macho coule sur environ 71 km selon les segments suivants :

### Cours supérieur de la rivière Macho
- vers le sud entouré de zones de marais, et entre dans la région administrative de l’Abitibi-Témiscamingue, jusqu’à la rive nord du lac aux Loutres ;
- vers le sud en traversant le lac aux Loutres (altitude : 387 m), jusqu’à son embouchure situé sur la rive ouest ;
- vers le sud-ouest en traversant des zones de marais de chaque côté de la rivière, jusqu’à la rive nord du lac Maseres ;
- vers le sud, en traversant le lac Maseres (altitude : 385 m), jusqu’à son embouchure ;

### Cours inférieur de la rivière Macho
- vers le sud, notamment en traversant le lac non identifié (altitude : 385 m) constitué par un élargissement de la rivière, jusqu’à son embouchure ;
- vers le sud-ouest, puis le sud, jusqu’à la rive nord du lac Maricourt ;
- vers le sud en traversant la partie nord du lac Maricourt (altitude : 385 m) sur sa pleine longueur, jusqu’à un droit formé par le rapprochement de deux presqu’îles opposées. Note : La rivière Closse (venant de l’est) se déverse sur la rive est de la partie nord de ce lac ;
- vers le sud, en traversant la partie sud du lac Maricourt, jusqu'à la confluence de la rivière[2].

La rivière Macho se décharge au fond d’une baie sur la rive nord du lac Berthelot (altitude : 385 m lequel se déverse sur la rive nord de la rivière Mégiscane. Cette dernière est un affluent du lac Parent. Ce dernier lac se déverse dans la rivière Bell, un affluent du lac Matagami. Ce dernier lac se déverse à son tour dans la rivière Nottaway, un affluent de la rive sud-est de la Baie James.
Cette confluence de la rivière Macho avec le lac Berthelot est localisée en face de la confluence de la rivière Berthelot ; en amont des rapides Manidioc et de la confluence de la rivière Achepabanca ; et en aval de la confluence de la rivière Whitegoose. 

## Toponymie
Le toponyme « rivière Macho » a été officialisé le 5 décembre 1968 à la Commission de toponymie du Québec.